# Cantó de Càsols de Besièrs
El cantó de Càsols de Besièrs és un cantó francès del departament de l'Erau, a la regió d'Occitània. Forma part del districte de Besiers, té 28 municipis i el cap cantonal és Càsols de Besièrs.

## Municipis
- Autinhac
- Cabrairòlas
- Causses e Vairan
- Caussinuòjols
- Càsols de Besièrs
- Colombièrs
- Faugièiras
- Fòs
- Fosilhon
- Gabian
- Laurenç
- Magalaç
- Margon
- Marauçan
- Maurelhan
- Montadin
- Montesquiu
- Murvièlh
- Nefiès
- Palhièrs
- Posòlas
- Puègmiçon
- Ròcacèls
- Rojan
- Sant Ginièis de Murvièlh
- Sant Nasari de las Avelhanas
- Tesan de Besièrs
- Valhan